# Digitális tartalom

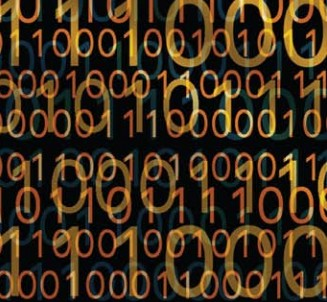
A bináris kód digitális tartalmat létrehozó szöveget vagy számítógépes utasításokat kódol.

A digitális tartalom bármilyen digitális adatként létező tartalom. A digitális tartalom tárolható digitális vagy analóg adattárolókon meghatározott formátumokban. Lehet digitálisan közvetített, adatfolyamként streamelt vagy fájlokban tárolt adat. Szűk értelmében gyakori médiatípusokat jelent, tágabb értelmében azonban bármilyen digitális információt – például digitálisan frissített időjárás-előrejelzéseket, GPS-adatokat – jelenthet.
Mennyisége jelentősen nőtt, ahogy egyre több háztartásban megjelent az internetelérés. Ez könnyebbé tette a hírek elérését és az internetes televíziózást, veszélyeztetve a hagyományos platformok népszerűségét. A megnövekedett internetelérés ezenkívül a digitális tartalom tömeges kiadásához vezetett e-könyvek, blog- és Facebook-bejegyzések formájában egyaránt.

## Történet
A digitális forradalom kezdetén a számítógépek megkönnyítették az új információk felfedezését, megszerzését és létrehozását a tudomány minden területén. Ahogy az információ egyre elérhetőbb lett, a digitális forradalom megkönnyítette a digitális tartalmak létrehozását is. A digitális technológiák 1970-es évek végén kezdődött fejlődése ellenére a digitális terjesztés az 1990-es évek végén kezdődött csak el, amikor az internet népszerűsége egyre nagyobb lett.
Korábban a digitális tartalmak elsősorban számítógépeken és az interneten keresztül terjedtek. A terjesztési módszerek gyorsan változnak, ahogy a digitális forradalom új csatornákat, például mobilalkalmazásokat és e-könyveket biztosítanak. Ezen új technológiák a tartalomkészítőknek új kihívást jelentenek, mert ők határozzák meg a tartalmak fogyasztókhoz való eljuttatásának legjobb módját.
Előnyeik ellenére az új technológiák új szellemi tulajdoni problémákat hoztak. A felhasználók könnyen oszthatnak meg, módosíthatnak és terjeszthetnek tartalmat a készítő irányítása nélkül. Bár az új technológiák sokaknak lehetővé tették a digitális tartalom elérését, a szerzői jogok kezelése és a tartalommozgás korlátozása továbbra is problémát jelent a tartalomkészítőknek.

## Típusai
Példák digitális tartalomra:
- Videó – Ide tartoznak a házi videók, a zenevideók, a televíziós műsorok és a filmek. Sok ilyen elérhető különböző weboldalakon, például YouTube-on, Hulun, Paramount+-on, Disney+-on, Maxen stb., ahol emberek és testületek egyaránt közölhetnek tartalmat. Azonban sok film és televíziós műspr nem érhető el ingyen legálisan, de megvásárolható olyan oldalakon, mint az iTunes és az Amazon.
- Hang – Leggyakoribb formája a zene. A Spotify az internetes és számítógépes zenehallgatás népszerű módja lett. A zeneként létező digitális tartalom elérhető például a Pandorán és a last.fm-en, ezek mind lehetővé teszik az ingyenes internetes zenehallgatást.
- Képek – A képmegosztás is a digitális terjesztés példája. E célra használt gyakori oldalak például a saját készítésű képek megosztására használt Imgur, a fényképalbumok megosztására használt Flickr és a művészi munkák megosztására használt DeviantArt. Gyakran képmegosztásra használt alkalmazások az Instagram és a Snapchat.
- Vizuális történetek – A Snapchattel megjelent újabb digitálistartalom-formátum. Később más platformok, például a Facebook és a Linkedin is bevezették. 2018-ban a Google létrehozta az AMP Storiest, mely mobilközpontú formátumot biztosít hírek és információk vizuálisan gazdag tartalmakként való közlésére.
- Szöveg – Szöveges, írott formátumban elérhető digitális tartalom. Példa erre a blog.

### Fizetett tartalmak
Prémium digitális tartalmak hozzáféréséhez a fogyasztóknak gyakran előzetes vagy előfizetésen alapuló díjat kell fizetniük a tartalomért.
- Videó – Számos licencelt mozgóképformátum – például filmek vagy televíziós műsorok – megtekintéséhez pénzt kell fizetni. Gyakran használt szolgáltatások például a Netflix és az Amazon streamingszolgáltatója, valamint a YouTube Prémium.
- Hang – Bár a dalok ingyen streamelhetők, általában a legtöbb licencelt zenét meg kell vásárolni annak letöltéséhez különböző webáruházakból, például iTunesból. Azonban a Spotify Premium új digitálistartalom-vásárlási modellként jelent meg: havidíj ellenében korlátlan számú alkalommal lehet letölteni és streamelni a zenét a Spotify zenekönyvtárából.

Egy, az IHS Inc. által 2013-ban végzett kutatás szerint a digitális tartalmakért történt fogyasztói kiadás 2013-ban 57 milliárd dollár volt, 30%-kal több, mint a 2012-es 44 milliárd dollár. A korábbi években az Amerikai Egyesült Államok vezetett a digitális tartalomért történt fogyasztói kiadásokban, de 2013-ban számos ország jelentős fogyasztói kiadást mutatott. Dél-Korea fogyasztói kiadása digitális tartalmakért személyenként nagyobb lett 2013-ban, mint az Amerikai Egyesült Államoké.

#### Konszolidáció
Az Ampere Analysis 2024-es kutatása szerint 6 médiakonglomerátum – a Disney, a Comcast, a Google, a Warner Bros. Discovery, a Netflix és a Paramount Global – vezetik a globális tartalompiacot. E cégek a digitális tartalomért való összes fogyasztói kiadás 51%-át adják, jelentősen többet, mint a 2020-as 47%-ot.
Különösen a Disney fontos a piacon: a dolláros televíziós és filmes tartalmakba 35,8 milliárd dollárt fektetett, ez a globális kiadások 14%-a. E jelentős növekedés, melyet növel a Hulu teljes birtoklása, kiemeli a vállalat stratégiai fókuszát a streamingszolgáltatásra. A tartalmakért való előrejelzett 126 milliárd dolláros globális kiadás nagy részét a streamingplatformok adják.

### Nem megvásárolható digitális tartalom
Nem minden digitális tartalom megvásárolható. Ilyen, nem megvásárolható tartalomra példák:
- Hírek – a 2010-es évektől a hírlapok olvasottságukat a digitális elérhetőséggel kívánták növelni. 2012-ben az olvasók 39%-a online formátumokból tájékozódott, így a hír jelentős digitális tartalomformátumnak bizonyult.[10]
- Reklámok – ahogy egyre több fogyasztó használ digitális formátumokat televíziónézéshez, időjárás-előrejelzésekhez és tartalomkereséshez, a reklámok is digitális formátumokra váltottak nézőik számának megtartásához. A reklámok ma digitálisan jönnek létre, és a Facebooktól a YouTube-ig számos oldalon megtalálhatók.[11]
- Kérdés-válasz oldalak – ezek az internetes fórumok egy típusa, ahol megválaszolandó kérdések tehetők fel, vagy korábbi kérdésekre adhatók válaszok. A napi több millió közzétett kérdés révén bárki létrehozhat e weblapokon tartalmat, így az információ nem lehet teljesen pontos vagy megbízható. Népszerű oldalak például a Yahoo! Answers, a WikiAnswers és a Quora.
- Webes térképek – az olyan oldalak, mint a MapQuest és a Google Térképek térképtartalmat biztosítanak. Ezek lehetővé teszik egy földrajzi hely megtalálását és egy célpontig vezető utak megadását. Az internetes térképek ingyenes tartalmak, melyeket például a Google és az AOL biztosítanak, és a hagyományos Thomas Guide hatékony alternatívái.

## Üzleti jelentőség

### Digitális cégek
A digitális tartalommal kapcsolatos üzleti tevékenységek például az interneten terjesztett hírek, információs és szórakoztatóipari termékek, ezeket egyéni fogyasztók és vállalkozások egyaránt használják. Bevétel alapján 2012-ben a vezető digitális cégek a Google, a China Mobile, a Bloomberg, a Reed Elsevier és az Apple. Az 50 legmagasabb bevételű cégek közt vannak ingyenes és fizetés ellenében használható tartalmakat terjesztők egyaránt, de ezek összbevétele eléri a 150 milliárd dollárt.

### Oktatási lehetőségek
Az olyan programok, mint a CUNY William E. Macaulay Honors Intézete (Újmédia-laboratórium), melynek vezetője Robert Small, a hallgatókat a digitális tartalomipar ágaiba vezeti be. Célja a munkalehetőségekről szóló információ és az azokhoz való hozzáférés biztosítása. Ezenkívül inkubátorban vizsgálják a digitális tartalommal kapcsolatos vállalkozások létrehozásának módját. Számos oktató esemény van, mely a digitális tartalom karrierként való választását segíti.

### Kormányzati támogatás
Az ír kormány 2002-ben vezette be a digitális tartalomipar írországi stratégiáját.